# Michaelskirche (Heidenheim an der Brenz)

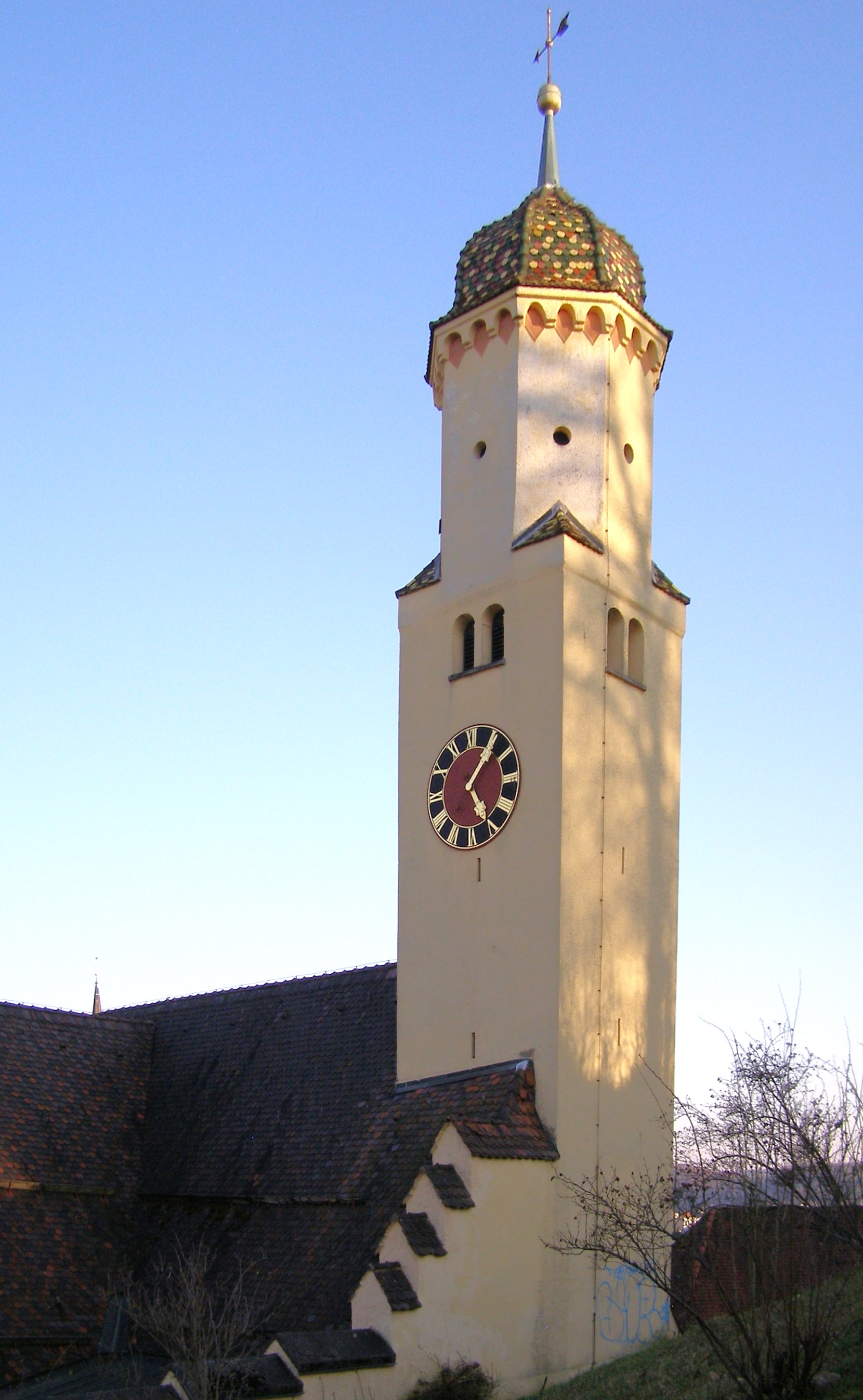
Michaelskirche in Heidenheim

Die evangelische Michaelskirche steht in Heidenheim an der Brenz, einer Stadt im Landkreis Heidenheim in Baden-Württemberg. Das Bauwerk ist beim Landesamt für Denkmalpflege Baden-Württemberg als Baudenkmal eingetragen. Die Kirche gehört zum Kirchenbezirk Heidenheim der Evangelischen Landeskirche in Württemberg.

## Beschreibung

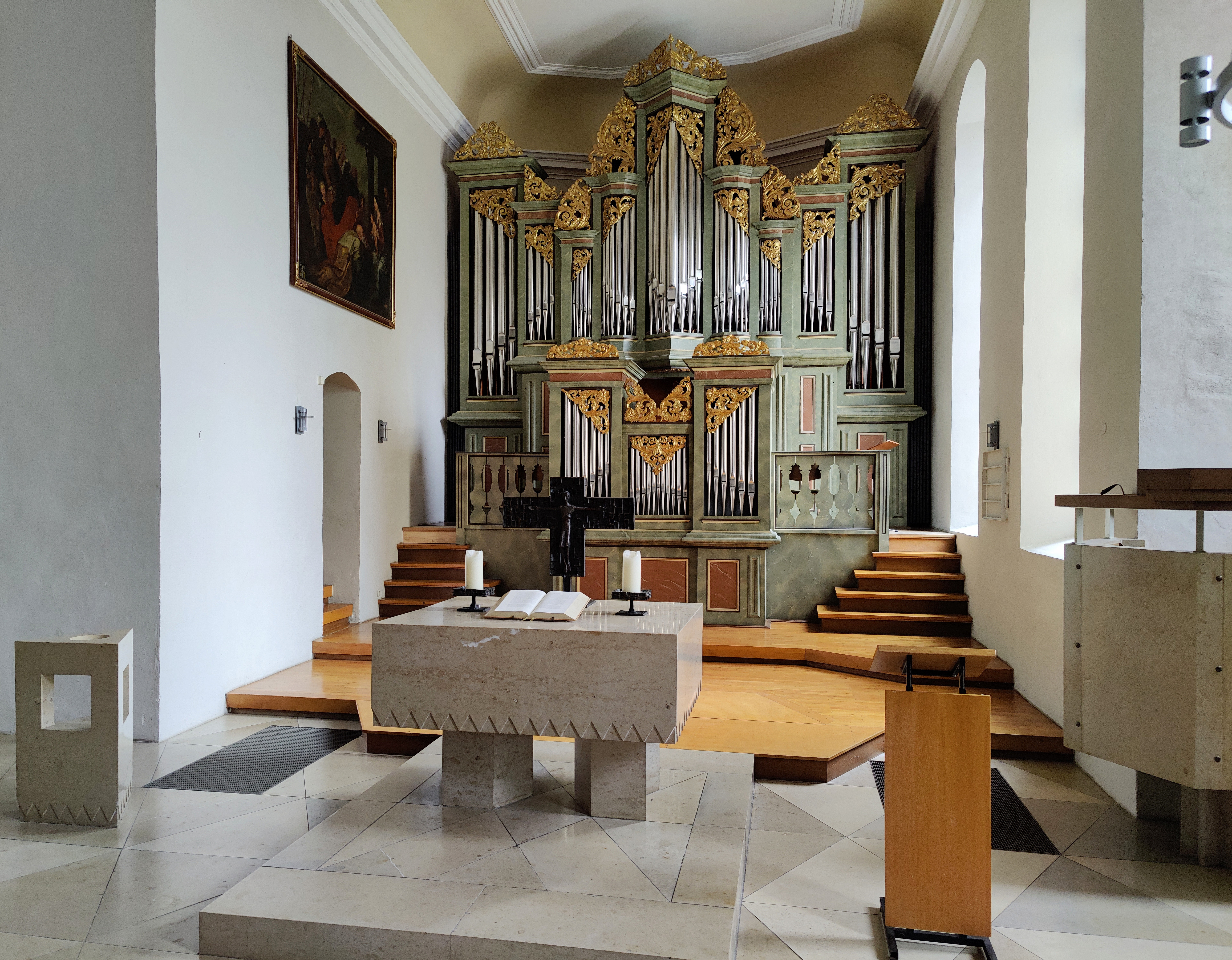
Altar und Orgel

Die 1490/92 erbaute Saalkirche bestand zunächst aus einem Langhaus, einem eingezogenen, dreiseitig geschlossenen Chor im Osten und einem Fassadenturm auf quadratischem Grundriss im Westen, der in der Stadtmauer integriert ist. Im oberen Bereich sind die Turmuhr und darüber hinter den als Biforien gestalteten Klangarkaden der Glockenstuhl untergebracht. 1621 wurde an der Nordwand des Langhauses ein Anbau nach einem Entwurf von Heinrich Schickhardt errichtet. Der Fassadenturm wurde 1668 mit einem achteckigen Geschoss aufgestockt und mit einer Glockenhaube bedeckt.
Die Orgel wurde 1969 von der Giengener Orgelmanufaktur Gebr. Link nach Plänen von Helmut Bornefeld an seiner jahrzehntelangen Wirkungsstätte erbaut. Das denkmalgeschützte Instrument besitzt 37 Register auf drei Manualen und Pedal. Eine Überholung erfolgte 2006 durch Dirk Banzhaf.

## Zukunft
Um weiterhin Nutzung und Finanzierung zu ermöglichen, ist eine Umwidmung geplant. Unter dem Titel „Auf geht's Michael“ finden verschiedenartige Veranstaltungen statt. Eines der Zukunftskonzepte ist ein Kulturzentrum.